# 耕地糙苏
耕地糙苏（学名：Phlomis agraria）为唇形科糙苏属下的一个种。